# Jacques Grange (décorateur)
Pour les articles homonymes, voir Jacques Grange.
Jacques Grange, né en 1944, est un décorateur et architecte d'intérieur français.

## Biographie
Jacques Grange est né prématuré après une attaque allemande sur Saint-Amand-Montrond en 1944.
Après avoir étudié au lycée Gerson, au lycée Janson-de-Sailly, à l'École Boulle et à l'École Camondo, Jacques Grange débute chez le décorateur Henri Samuel puis fait une carrière de décorateur en France et à l'étranger à partir des années 1970, notamment chez Didier Aaron. Parmi ses clients, on compte à ses débuts le baron de Rothschild[Lequel ?] et Ali Khan, mais également Isabelle Adjani, Caroline de Monaco, Alain Ducasse ou François Pinault. Ses principaux clients, souvent mécènes, se nomment Yves Saint Laurent et Pierre Bergé, qu'il rencontre à 28 ans et pour lesquels il a décoré entre autres le « château Gabriel », à Benerville-sur-Mer, dans le goût de À la recherche du temps perdu mais également un appartement avenue de Suffren à Paris, son premier contrat, ou encore une partie de leur appartement rue de Babylone ainsi que de nombreux autres lieux. À New York, où par ailleurs il ouvre un bureau vers les années 2000, il assure la décoration de la boutique de joaillerie de Paloma Picasso (1988), du Mark Hotel, sur Madison Avenue, et du Barbizon Hotel. En 2014, il met en scène la 27e Biennale des antiquaires.
Son style se caractérise par une harmonie entre le classique et le contemporain, avec une juxtaposition des styles qui s'inscrit dans la lignée de Madeleine Castaing, dont il est le disciple.
Il a réalisé la décoration d'un étage de la Fondation Pierre Bergé – Yves Saint Laurent.
Début 2021, son équipe redécore les salons historiques de la maison Chanel au 31 rue Cambon (Paris).

## Vie personnelle
Dans les années 1980, il acquiert l'appartement de Colette, au Palais-Royal, qu'il réaménage de façon à en faire sa résidence tout en respectant l'esprit du lieu.
François-Marie Banier, qu'il a rencontré en 1966, a été son compagnon durant plusieurs années. Il est depuis en couple avec le galeriste Pierre Passebon.